# Vlag van Fernelmont
De vlag van Fernelmont is op 24 augustus 2000 bij raadsbesluit vastgesteld als de vlag van de Naamse gemeente Fernelmont. De vlag kan als volgt worden beschreven:
Verticaal verdeeld rood-wit (1:2) met een gekartelde rand (zes witte tanden) tussen de twee velden.
De vlag werd pas op 17 juli 2003 bevestigd door de Franse Gemeenschapsregering.
De vlag is gebaseerd op het gemeentewapen, dat 90 graden tegen de klok in is gedraaid (op het wapen is het rode veld duidelijk in het hoofd geplaatst). Dit wapen is afgeleid van dat van de familie Fernelmont.